# Nordstjärnemedaljen
Nordstjärnemedaljen instiftades av Konung Carl XVI Gustaf 1986 och tilldelas utländska medborgare för förtjänstfulla insatser för Sverige. Den är försedd med Nordstjärneordens emblem och på frånsidan (reversen) med Konungens krönta namnchiffer. Den bärs i det band som tilldelades med Nordstjärneorden till utländska medborgare och statslösa mellan 1975-2022. Det är ett blått band med gula kanter.